# Bernsteinöl
Bernsteinöl ist ein durch Trockendestillation von Bernstein gewonnenes Naturprodukt. Bei dem Herstellungsprozess entstehen ferner Bernsteinsäure und Kolophonium.
Das Rohprodukt Bernsteinöl ist eine dickflüssige, bräunliche, stark riechende Substanz, die sich mit der Zeit schwarz färbt und eine teerartige Konsistenz annimmt. In einem weiteren Verarbeitungsschritt entsteht durch die Destillation der Rohmasse mit Wasser eine farblose und klare Flüssigkeit, die sich allmählich gelblich verfärbt.
Bernsteinöl wurde und wird unter anderem als Holzschutzmittel, Insektizid und schon kurz nachdem Georgius Agricola die Bestandteile des Bernsteins bei der Trockendestillation entdeckte, auch in der Pharmazie verwendet. In zahlreichen alchimistischen Schriften des 16. bis 19. Jahrhunderts wird die Verwendung von Bernsteinöl, das in diesen Schriften oftmals als Oleum succini oder Oleum succini rectificatum bezeichnet wird, als Arznei gegen die unterschiedlichsten Leiden angepriesen. In der zweiten Hälfte des 19. Jahrhunderts sehr populären Familienzeitschrift Die Gartenlaube heißt es: „... Bernsteinsäure und Bernsteinöl gelten als reizende, nervenstärkende, auch als krampfstillende, schweiß- und harntreibende Arzneien.“ Noch heute ist Bernsteinöl als Mittel im Handel, das gegen Allergien, Infektionen, Insektenstiche und andere Beschwerden Hilfe bieten soll. Bernsteinöl war ferner Bestandteil des bis in das 19. Jahrhundert beliebten Luzienwassers (Eau de Luce; ein Riechwasser). Seit der Mitte des 20. Jahrhunderts wird Bernsteinöl mitunter zur Oberflächenkonservierung von Bernsteinobjekten eingesetzt.
In der Esoterik wird gelegentlich ein beliebiges Pflanzenöl, in das einige Zeit ein Stück Rohbernstein eingelegt wurde, ebenfalls als Bernsteinöl bezeichnet. Mit dem Produkt Bernsteinöl im obigen Sinne hat dies nichts zu tun.